# Билсвил (Охајо)
Билсвил (енгл. Beallsville) град је у америчкој савезној држави Охајо.

## Демографија
По попису из 2010. године број становника је 409, што је 14 (-3,3%) становника мање него 2000. године.
| Група             | 2000.       | 2010.       |
| Белци             | 415 (98,1%) | 400 (97,8%) |
| Афроамериканци    | 0 (0,0%)    | 0 (0,0%)    |
| Азијати           | 0 (0,0%)    | 0 (0,0%)    |
| Хиспаноамериканци | 1 (0,2%)    | 0 (0,0%)    |
| Укупно            | 423         | 409         |